# 런던 공습
《런던 공습》(영어: Blitz)은 2024년 개봉한 세계 2차 대전 배경 역사 드라마 영화이다. 스티브 매퀸이 감독과 각본을 맡았다. 2024년 런던 영화제 개막작이다.
이 영화는 2024년 10월 9일 BFI 런던 영화제에서 개막작으로 세계 최초로 공개되었으며, 2024년 11월 1일 영국과 미국의 일부 극장에서 개봉되었고, 2024년 11월 22일 애플 TV+에서 스트리밍으로 출시되었다. 이 영화는 비평가들로부터 일반적으로 긍정적인 평가를 받았다.

## 줄거리
제2차 세계대전 중 런던, 혼혈 소년 조지는 폭격이 시작된 후에도 도시에 남는다. 그의 외할아버지는 조지를 안전하게 시골로 피신시키려 하지만, 조지는 기차에서 뛰어내려 엄마에게 돌아가려 한다. 화물차에서 세 형제를 만난 조지는 다음 날 함께 탈출하지만, 그중 한 명이 기차에 치여 죽는다. 과거 회상 장면에서 조지는 사생아라고 불리며, 조지의 흑인 아버지는 백인 엄마와 함께 클럽을 나서는 길에 폭행당한다.
조지의 엄마 리타는 공장에서 라디오 방송을 통해 노래를 부른다. 이후 동료들은 대피소로 지하철역을 열어달라고 항의한다. 리타는 아들 때문에 비난을 받고, 술집에서 친구 잭이 리타에게 무례하게 대한 남자와 다툰다. 런던에 도착한 조지는 집을 찾지 못하고, 공습 감시원 이페의 도움으로 대피소에 머무르게 된다. 다음 날, 조지는 이페가 폭격 중에 사람들을 대피시키려다 죽었다는 사실을 알게 된다.
길거리를 헤매던 조지는 도둑 무리에게 속아 보석 가게와 클럽을 터는 데 협조하게 되지만, 탈출에 성공한다. 과밀된 지하철역에서 조지는 사람들과 함께 갇히지만, 다른 사람들의 도움으로 탈출에 성공한다. 어떤 여자의 집에서 깨어난 조지는 경찰에 신고되지만, 집에서 도망쳐 나온다. 마침내 집에 도착한 조지는 폭격으로 외할아버지가 죽었다는 사실을 알게 되지만, 엄마와 재회한다.

## 출연진
- 엘리엇 헤퍼넌 - 조지
- 세어셔 로넌 - 리타
- 해리스 디킨슨 - 잭
- 에린 켈리먼 - 도리스
- 스티븐 그레이엄 - 앨버트
- 폴 웰러 - 제럴드
- 캐시 버크 - 베릴
- 벤저민 클레먼타인 - 아이프
- 헤일리 스콰이어스 - 틸다
- 리 길 - 미키 데이비스
- 샐리 메셤 - 애그니스
- 데번 매켄지스미스 - 켄 "스네이크십스" 존슨
- 설레스트 - 어니타 싱클레어